# Leptoceletes pallidus
Leptoceletes pallidus is een keversoort uit de familie netschildkevers (Lycidae). De wetenschappelijke naam van de soort werd in 1952 gepubliceerd door Green.